# Palazzo Silva (Domodossola)
Palazzo Silva è un antico edificio posto nel centro storico di Domodossola, sede del civico museo di Palazzo Silva.

## Il palazzo
(Motto della famiglia Silva, XVI sec.)
Monumento nazionale, il Palazzo Silva fu ristrutturato, a partire da una dimora gentilizia trecentesca preesistente, intorno al 1519 dal condottiero Paolo della Silva, nobile al servizio di Francesco I di Francia. È uno dei migliori esempi di casa patrizia rinascimentale della regione subalpina. Il cancello di ferro battuto su Via Paletta racchiude al suo interno la "corte dei marmi", in cui è conservato un portale a sesto acuto. Particolare attenzione merita la scala a chiocciola in sarizzo, che partendo dai sotterranei raggiunge il tetto, mettendo in comunicazione tutti i piani della casa. I camini, gli stemmi gentilizi e la parte decorativa delle finestre e delle porte (ove è spesso ripetuto il motto della famiglia Silva Humilitas Alta Petit), sono in marmo di Crevoladossola. L'attuale Piazza Chiossi, antistante l'edificio in origine era occupata dal brolo, il giardino con pozzo e con annesso frutteto.

## Il civico museo di Palazzo Silva
Nell'anno 1882 Palazzo Silva venne acquistato dalla Fondazione Galletti al fine di raccogliervi le proprie collezioni: nacque così il museo. Da allora esso venne più volte allestito e rimaneggiato fino alla definitiva sistemazione operata fra il 1940 e il 1950. Nel 1986 il palazzo fu ceduto al Comune, attuale proprietario dell'immobile. In grandi sale gentilizie arredate, ospita oggetti militari (alabarde, spade, sciabole, copricapi, armature), mobili (tavoli e credenze), stoviglie, chiavi e fibbie antiche, pettini e ventagli, paramenti sacri, opere scultoree lignee, stemmi in marmo, reperti etruschi e romani, incisioni, costumi ossolani, frammenti di mummie egiziane oltre ad una ricca pinacoteca. Il museo apre secondo orari e giorni prestabiliti annualmente, o su richiesta per piccoli gruppi.